# Sunstorm (gruppo musicale)
I Sunstorm sono un gruppo statunitense melodic rock/adult oriented rock fondato nel 2005 con la collaborazione tra Joe Lynn Turner, cantante influente nella storia dell'hard rock (Deep Purple, Rainbow e Rising Force), e Dennis Ward, Uwe Reitenauer, e Chris Schmidt, tutti membri dei tedeschi Pink Cream 69 (ex band di Andi Deris degli Helloween).
Il progetto debuttò con l'omonimo album Sunstorm nel 2005, pubblicando nel 2009 il seguito discografico House of Dreams. Nel mese di febbraio 2012 è stato pubblicato Emotional Fire; nel 2016 Turner decise di cambiare la line-up e si fece affiancare da una band di italiani, pubblicando con la Frontiers Records Edge of Tomorrow. L'8 giugno 2018 è la volta del quinto album, Road to Hell, registrato a Somma Lombardo (VA).

## Formazione

### Attuale
- Ronnie Romero - voce
- Alessandro Del Vecchio (Hardline) – tastiere, organo Hammond, cori e produttore
- Luca Princiotta (Doro) – chitarra
- Nik Mazzucconi (Aleph) – basso
- Michele Sanna - batteria

### Ex membri
- Dennis Ward (Pink Cream 69) – Basso / Cori
- Uwe Reitenauer (Pink Cream 69) – Chitarra
- Thorsten Koehne (Pink Cream 69) – Chitarra
- Simone Mularoni (DGM) – chitarra
- Chris Schmidt (Pink Cream 69) – Batteria
- Günter Werno (Vanden Plas) – Tastiere
- Francesco Jovino (Hardline, U.D.O., Primal Fear) – Batteria
- Edo Sala (Folkstone) – batteria
- Joe Lynn Turner – voce

## Discografia
- 2005 - Sunstorm
- 2009 - House of Dreams
- 2012 - Emotional Fire
- 2016 - Edge of Tomorrow
- 2018 - Road to Hell
- 2021 - Afterlife
- 2022 - Still Roaring: The Studio Session